# Waidhaus

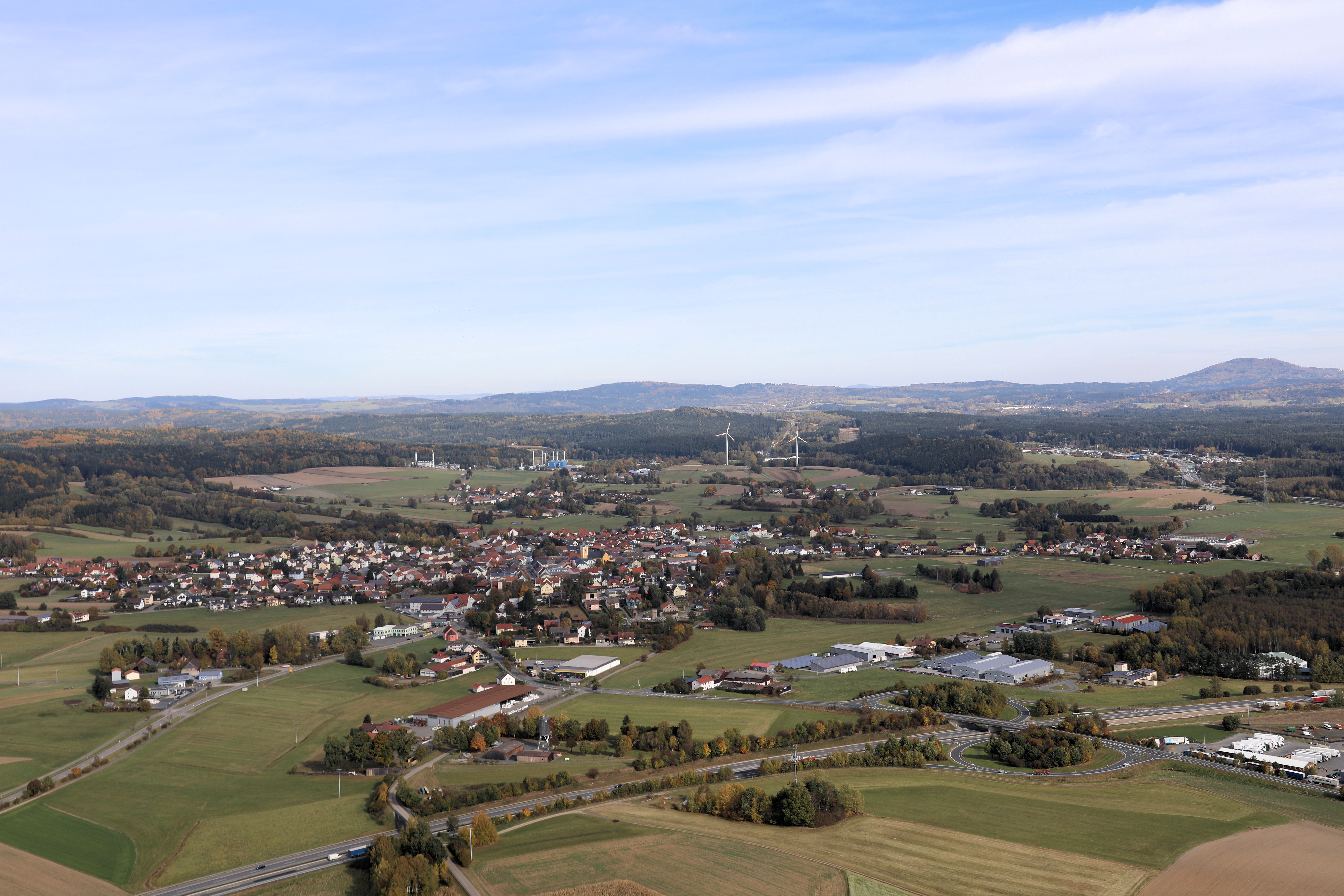
Waidhaus (2021)

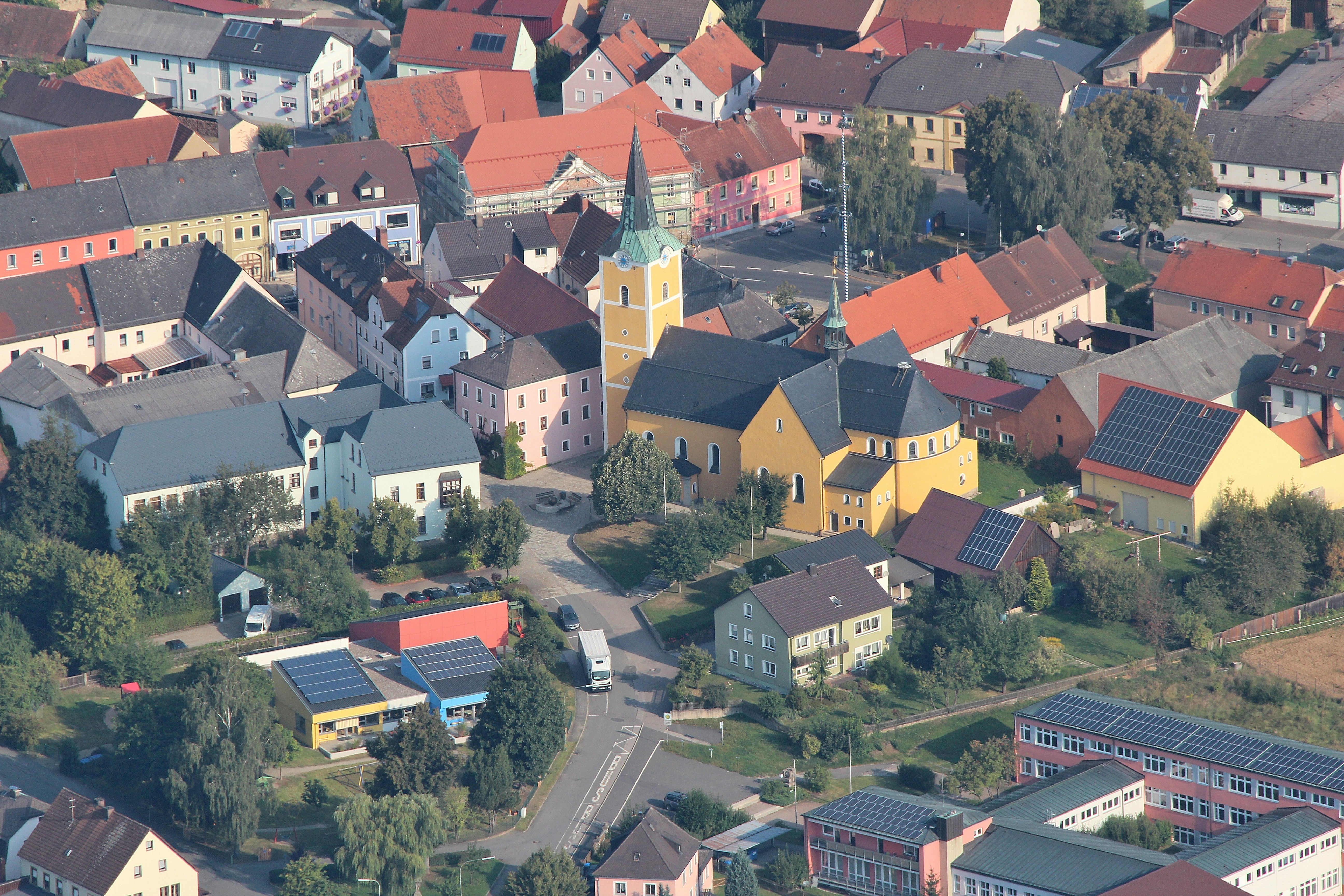
St. Emmeram (2016)

Waidhaus (oberpfälzisch „Woihaus“) ist ein Markt im Oberpfälzer Landkreis Neustadt an der Waldnaab.

## Geografie

### Geografische Lage
Waidhaus liegt in der Planungsregion Oberpfalz-Nord an der Grenze zu Tschechien. Waidhaus liegt am Fuße des Sulzbergs, über dessen Gipfel, dem Alten Schloß sich bis auf 755 Meter Höhe ein Naturwaldreservat mit urwaldähnlichem Laub- und Mischwald ausdehnt. Seit Jahrhunderten führte die Handelsstraße von Nürnberg nach Prag über Waidhaus.

### Nachbargemeinden
Die Nachbargemeinden (im Uhrzeigersinn) sind: Rozvadov (Roßhaupt), Eslarn, Pleystein, Georgenberg.
| Georgenberg 10 km | Rozvadov (Roßhaupt) 5 km                    | Rozvadov 5 km |
| Pleystein 8 km    | Kompassrose, die auf Nachbargemeinden zeigt | Rozvadov 5 km |
| Pleystein 8 km    | Eslarn 8 km                                 | Eslarn 8 km   |

### Gemeindegliederung
Die Gemeinde hat 19 Gemeindeteile (in Klammern ist der Siedlungstyp angegeben):
- Berghaus (Einöde)
- Birklohe (Weiler)
- Frankenreuth (Dorf)
- Grafenau (Weiler)
- Hagendorf (Dorf)
- Heilinghaus (Einöde)
- Hörlmühle (Einöde)
- Kühmühle (Einöde)
- Marxmühle (Einöde)
- Naglerhof (Einöde)
- Oberströbl (Einöde)
- Ödkührieth (Weiler)
- Papiermühle (Einöde)
- Pfälzerhof (Weiler)
- Pfrentsch (Dorf)
- Reichenau (Dorf)
- Reinhardsrieth (Dorf)
- Waidhaus (Hauptort)
- Zieglhütte (Weiler)

## Geschichte

### Bis zur Gemeindegründung
Als Grenzort an der wichtigen Handels- und Heerstraße zwischen Franken (Reichsstadt Nürnberg), der Oberpfalz und dem Königreich Böhmen (Pilsen, Prag) war Waidhaus im Dreißigjährigen Krieg Schauplatz schwerer Kämpfe: Im Sommer 1621 verschanzten sich dort unter dem Oberbefehl des Söldnerführers Ernst von Mansfeld die Truppen des aus Böhmen vertriebenen Pfalzgrafen Friedrich V., des sogenannten Winterkönigs. Es gelang ihnen, sich von Juli bis September gegen die Truppen der Katholischen Liga zu behaupten, als der in Böhmen siegreiche bayerisch-ligistische General-Leutnant Tilly die Oberpfalz angreifen wollte. Mansfelds kunstgerecht angelegte Feldbefestigungen sind neuerdings Gegenstand archäologischer Untersuchungen und stellen ein einzigartiges historisches Ensemble dar, das weitreichende Erkenntnisse zur frühneuzeitlichen Militärarchitektur verspricht.
In rechts- und verwaltungsgeschichtlicher Hinsicht ist Waidhaus als Sitz eines Urbars-, dann eines Richteramtes im Pflegamt Treswitz, belegt und wurde im 17. Jahrhundert als der Flecken Waidhaus, im 18. Jahrhundert auch als Marktflecken bezeichnet. Waidhaus im heutigen Regierungsbezirk Oberpfalz gehörte zum Rentamt Amberg und zum Landgericht Treswitz des Kurfürstentums Bayern. Im Zuge der Verwaltungsreformen in Bayern entstand mit dem Gemeindeedikt von 1818 die heutige Gemeinde.

### 19. und 20. Jahrhundert
Die erneute Verleihung des Marktstatus erfolgte durch König Ludwig II. im Jahr 1877.
1945 wurde Waidhaus Teil der amerikanischen Besatzungszone. Der Nachbarstaat Tschechoslowakei wurde zur Einflusszone der Sowjetunion und befestigte die Staatsgrenze („Eiserner Vorhang“, Grenzbefestigungen der Tschechoslowakei im Kalten Krieg). In Waidhaus war einer der Grenzübergange für den Straßenverkehr zwischen der Bundesrepublik Deutschland und der Tschechoslowakei, von denen es bis in die 1970er Jahre nur fünf gab. Seit dem 21. Dezember 2007 werden im Rahmen des Schengener Abkommens dort keine Grenzkontrollen mehr durchgeführt.

### Eingemeindungen
Im Zuge der Gebietsreform in Bayern wurden am 1. Juli 1976 Gebietsteile der Gemeinden Pfrentsch und Reinhardsrieth eingegliedert.

### Einwohnerentwicklung
Einwohnerentwicklung in der Gemeinde:
| Jahr      | 1840 | 1900 | 1950 | 1961 | 1970 | 1987 | 1991 | 1995 | 2000 | 2005 | 2010 | 2015 | 2020 |
| --------- | ---- | ---- | ---- | ---- | ---- | ---- | ---- | ---- | ---- | ---- | ---- | ---- | ---- |
| Einwohner | 1886 | 2331 | 3286 | 2751 | 2592 | 2413 | 2440 | 2484 | 2586 | 2462 | 2372 | 2214 | 2192 |

- Zwischen 1988 und 2018 sank die Einwohnerzahl von 2420 auf 2198 um 222 Einwohner bzw. um 9,2 %.

## Politik

### Marktgemeinderat
Das Ergebnis der Gemeinderatswahl am 15. März 2020 führte zu folgender Verteilung der 14 Sitze für die Wahlperiodes 2020–2026:
| Partei / Liste | SPD | CSU | UWG | WLP |
| -------------- | --- | --- | --- | --- |
| Sitze 2020     | 5   | 4   | 4   | 1   |

Weiteres Mitglied qua Amt ist der Erste Bürgermeister.

### Bürgermeister
Erster Bürgermeister ist Markus Bauriedl (UWG). Er wurde am 15. März 2020 als Nachfolger von Margit Kirzinger (SPD) gewählt. Am 1. Mai 2020 übernahm Markus Bauriedl die Bürgermeisterkette und somit die Amtsgeschäfte.

### Wappen
|                                          | Blasonierung: „In Silber auf grünem Boden stehend ein von grünen Bäumen umgebenes silbernes Forsthaus mit rotem Dach, dessen Giebel von einem roten Hirschgeweih bekrönt ist.“ |
| Die Gemeinde führt das Wappen seit 1877. | |

## Kultur und Sehenswürdigkeiten

### Baudenkmäler
Die Pfarrkirche St. Emmeram wurde 1868 erbaut und 1953 erweitert. Bei der Kirche sind Grabsteine aus dem 16. bis 18. Jahrhundert erhalten. Die neugotische Dreifaltigkeitskirche am Ortsrand wurde mit Teilen eines Vorgängerbaus 1851 bis 1858 erbaut. Sie dient seit 2004 als ökumenische Autobahnkirche.

### Sport
- Dart Club „Black Dogs“
- Grenzbachfischer Waidhaus
- Spickerverein Silberpfeil Waidhaus
- TSV Waidhaus 1909 e. V.
  - Jugger
  - Tennis
  - Fußball
  - Kegeln
  - Turnen

## Wirtschaft und Infrastruktur

### Wirtschaft
Es gab 2018 nach der amtlichen Statistik im Bereich Land- und Forstwirtschaft, Fischerei sechs, im produzierenden Gewerbe 380, im Bereich Handel, Verkehr, Gastgewerbe 182 und in  sonstigen Bereichen 203 sozialversicherungspflichtig Beschäftigte am Arbeitsort. Sozialversicherungspflichtig Beschäftigte am Wohnort gab es insgesamt 890. Im verarbeitenden Gewerbe gab es fünf, im Bauhauptgewerbe zwei Betriebe. Im Jahr 2016 bestanden zudem 43 landwirtschaftliche Betriebe mit einer landwirtschaftlich genutzten Fläche von insgesamt 1129 ha, davon waren 604 ha Dauergrünfläche.
Für das europäische Ferngasleitungsnetz ist Waidhaus von Bedeutung als wichtiger Importpunkt von russischem Erdgas und durch die Verdichterstation der hier beginnenden Mitteleuropäischen Gasleitung (MEGAL) im Ortsteil Frankenreuth. Die Verdichterstation besteht aus acht Kompressoreinheiten mit insgesamt 128 MW Verdichterleistung. Eine Besonderheit ist die Verwendung von effizienter GuD-Technik zum Antrieb der Kompressoren. Neben der Verdichtung erfolgt eine Erdgasaufbereitung, indem in einer Filteranlage kleine Partikel entfernt werden. Weiterhin wird Volumenstrom und Brennwert gemessen. Über Waidhaus werden pro Jahr ca. 24 Mrd. Normkubikmeter Erdgas importiert (Stand 2014). Die Verdichterstation liefert seit 1973 Erdgas aus der Transgaz-Pipeline und seit 2013 aus der Gazelle-Pipeline für das westeuropäische Ferngasnetz, vertragliche Bindungen reichen bis ins Jahr 2035.
Auch die 380-kV-Leitung Etzenricht–Hradec überquert hier die Staatsgrenze zwischen Deutschland und Tschechien.
Seit 2000 gibt es auf dem Gemeindegebiet von Waidhaus zwei Windkraftanlagen des Typs B62/1300 mit je 1300 kW-Leistung und einer Nabenhöhe von 60 Metern. Die Anlagen stehen bei 49°38'59.13"N 12°31'1.12"O und 49°39'6.49"N 12°31'1.41" O.

### Verkehr
Der Grenzübergang Waidhaus ist der größte deutsche Grenzübergang nach Tschechien, die A 6 ist die direkte Autobahnverbindung Paris–Prag. Neben dem Autobahngrenzübergang zur tschechischen D 5 besteht für den Kraftfahrzeugverkehr auch ein kleinerer Grenzübergang, der direkt in die tschechische Nachbargemeinde Rozvadov (Roßhaupt) führt.
Durch Waidhaus führt die schon seit Jahrhunderten wichtige Handelsstraße, die „alte Heerstraße“, von Nürnberg nach Prag, die heutige Europastraße 50. Der Bahnhof Waidhaus an der Bahnstrecke Neustadt (Waldnaab)–Eslarn ist stillgelegt.

### Bildung
Es gibt folgende Einrichtungen (Stand: 2018):
- Kindergärten: eine Tageseinrichtung mit 67 Plätzen und 52 Kindern
- Grundschule: eine mit vier Grundschullehrern und 53 Kindern

## Persönlichkeiten
- Leonhard Gollwitzer (1682–1746), Bildhauer[13]

In Waidhaus geboren
- Adolf Ott (1904–1973), SS-Obersturmbannführer, Anführer des Sonderkommandos 7b und Kriegsverbrecher
- Nora Schmitt (1924–2023), Schriftstellerin

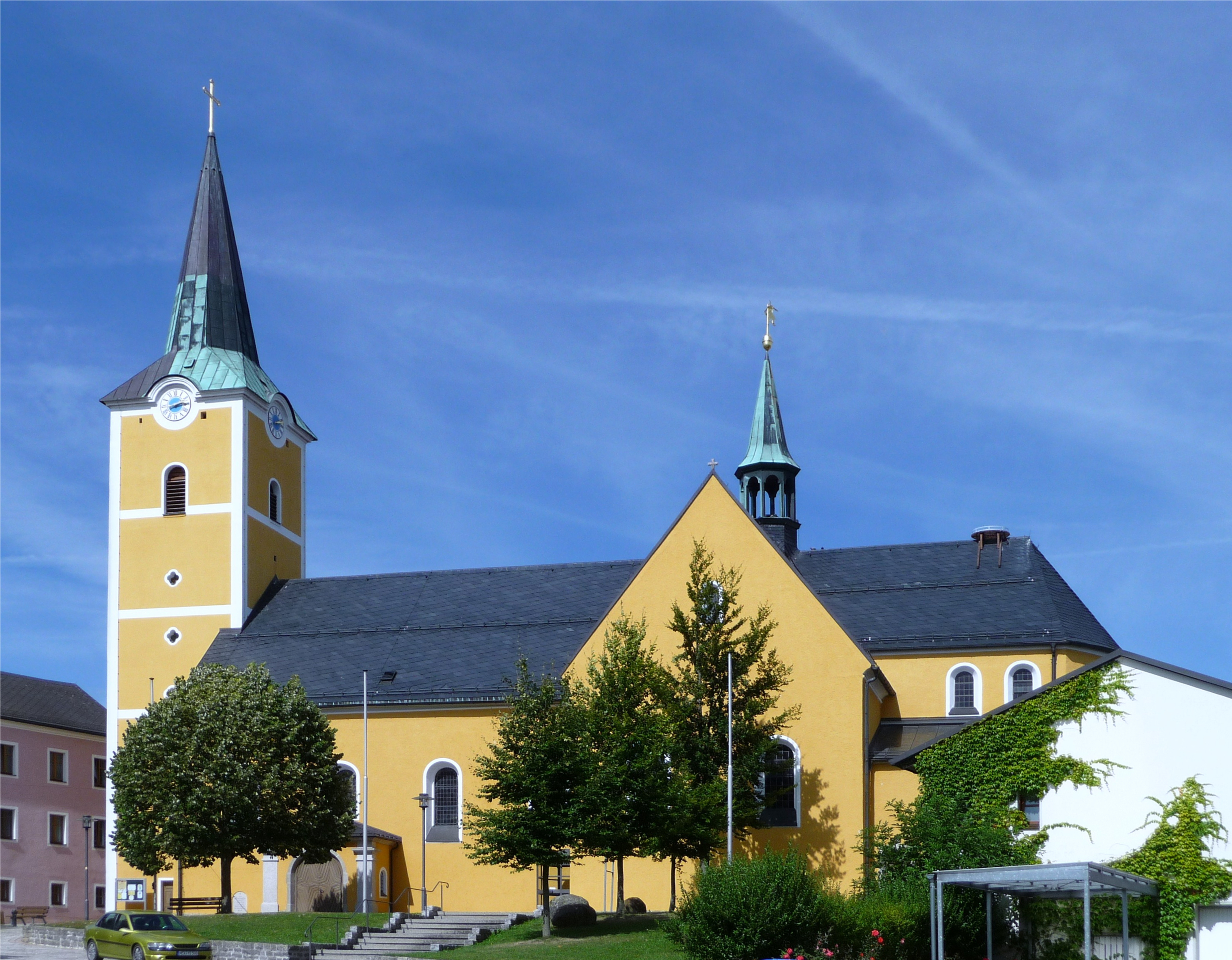
Pfarrkirche St. Emmeram
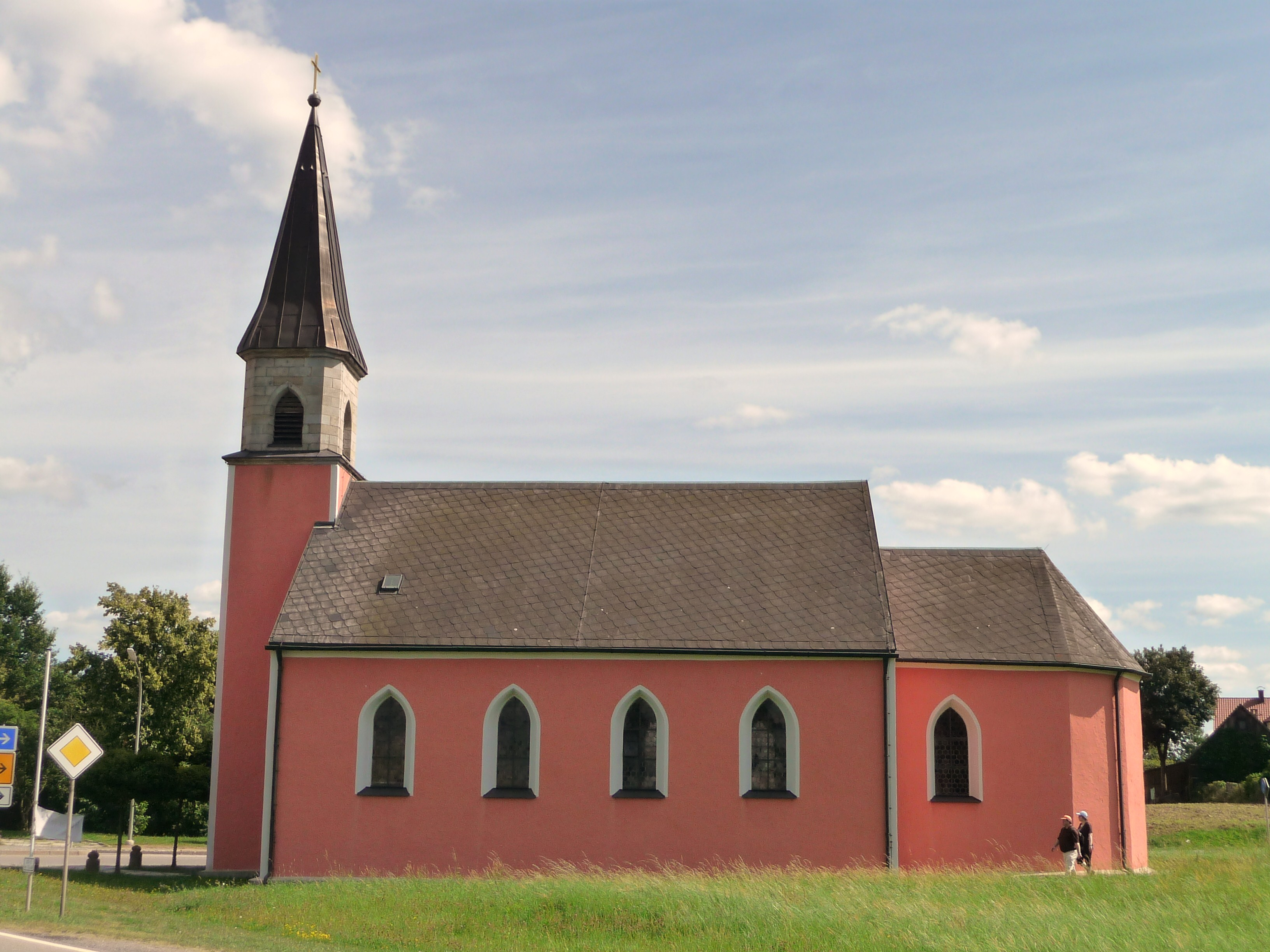
Ökumenische Autobahnkirche
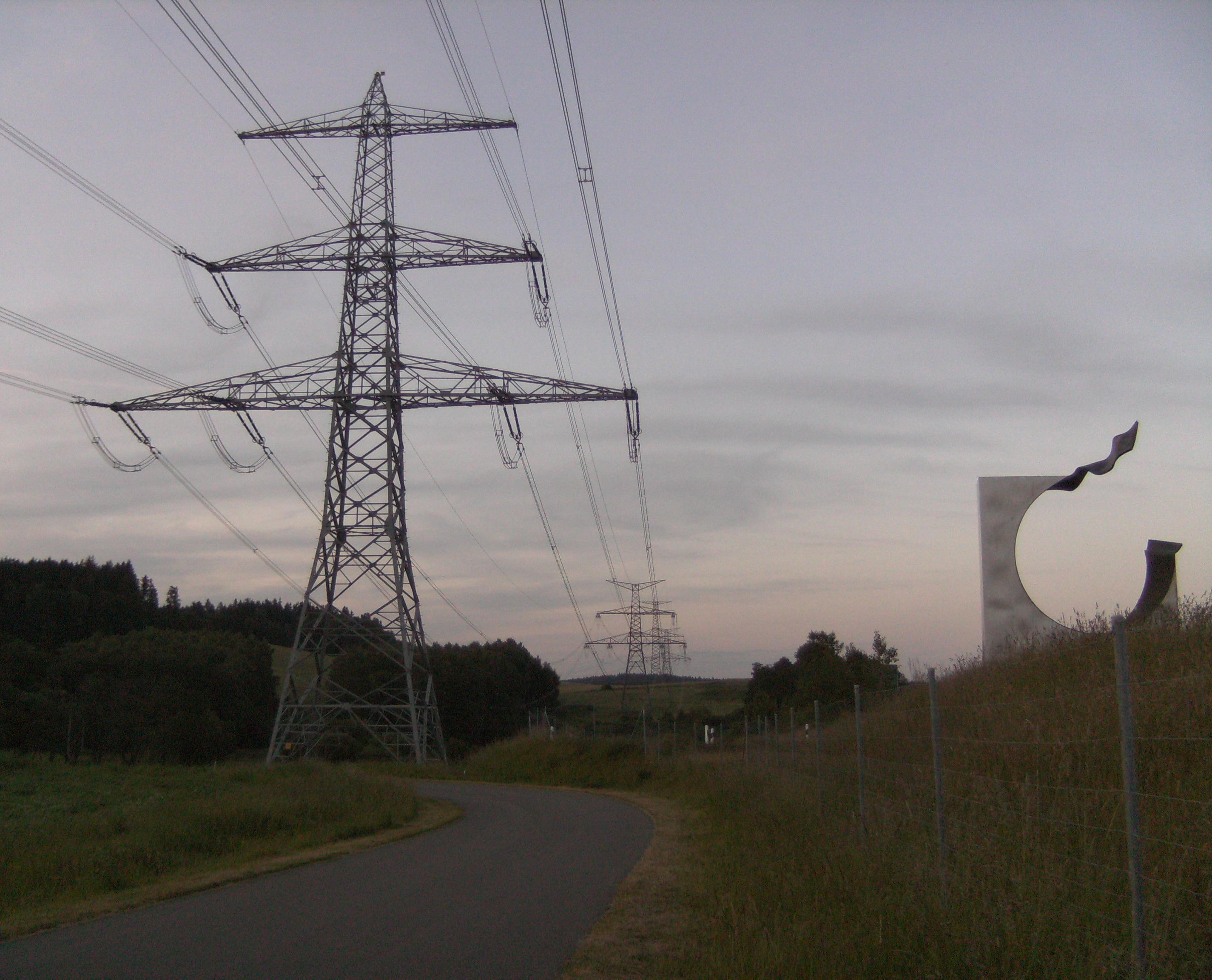
380-kV-Leitung Etzenricht-Hradec
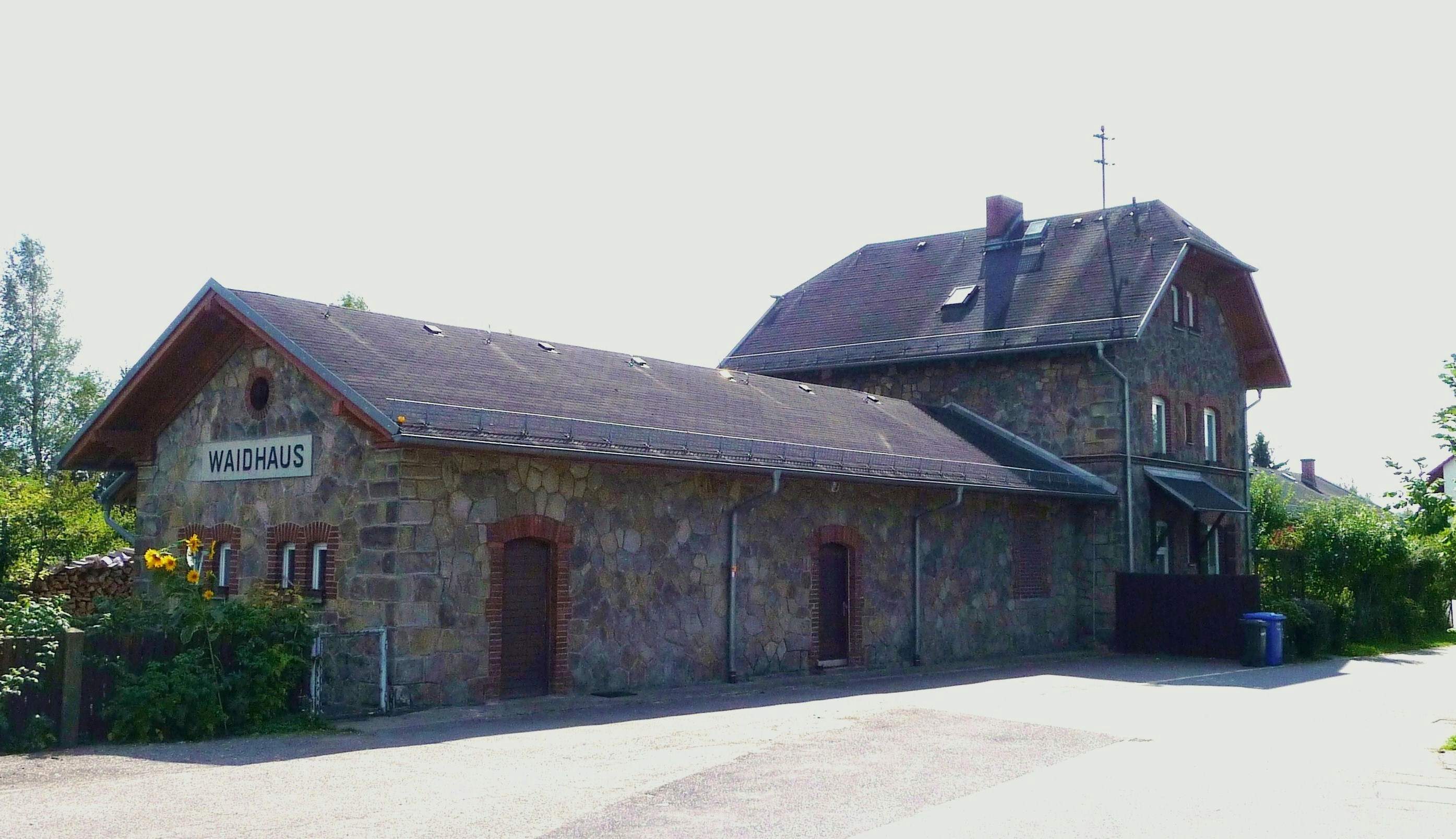
Ehemaliger Bahnhof Waidhaus